# Léopold Gernaey
Léopold Pol Gernaey, né le 25 février 1927 à Gistel en Belgique et mort le 4 août 2005 à Ostende en Belgique, est un footballeur international belge qui joue au poste de gardien de but.
Actif durant les années 1940 et 1950, il effectue la plupart de sa carrière à l'AS Ostende et est selectionné à dix-sept reprises chez les Diables Rouges.

## Biographie
Pol Gernaey débute comme gardien de but dans le club de sa ville natale, le KEG Gistel, à l'âge de 15 ans. Le club local ne dispose pas d'équipes d'âge, seulement d'une équipe première et d'une réserve ce qui explique son éclosion tardive. Son premier match officiel est synonyme de grosse déception car il est contraint de quitter le terrain de façon prématurée le nez ensanglanté et, si cela avait dépendu de sa mère, cela aurait immédiatement signifié la fin de ses ambitions sportives mais son père, arbitre respecté, l'encourage à poursuivre.
Son transfert à l'AS Ostende est le réel déclencheur de sa carrière. L'entraîneur y est alors Auguste Hellemans et l'ex-international belge va faire de Pol Gernaey un excellent portier à force de lourds entraînements individuels et de longues courses sur le sable. Pendant son service, il est sélectionné pour l'équipe nationale militaire ce qui représente le vrai tremplin de sa carrière internationale. Grâce notamment à d'excellentes prestations à l'occasion de tournois en Grèce et en Turquie, il se fait repérer par le sélectionneur national et il ne faut pas longtemps avant qu'il ne soit appelé en équipe de Belgique alors que, fait assez rare, son club évolue en deuxième division. Avec les Diables Rouges, il dispute dix-sept matchs dont les rencontres de la Coupe du monde de 1954 en Suisse, contre l'Angleterre (4-4) puis contre l'Italie (défaite, 1-4).
Il achève sa carrière au Beerschot de 1958 à 1962. Étonnamment, ce dernier transfert vers la Division 1 signifie également la fin de sa carrière chez les Diables. En effet, le statut professionnel n'existe pas encore et Pol Gernaey, qui gagne sa vie comme contrôleur de la TVA aux finances, n'a plus le cœur à gaspiller ses jours de congés pour aller disputer des rencontres internationales.
Le microbe du football ne le lâche cependant pas et c'est comme entraîneur qu'il y revient tout d'abord au KWS Houthulst avant de terminer dans le club de ses débuts, le KEG Gistel, avec lequel il remporte deux titres de champion dans les séries provinciales, en 1969 en P4 et en 1971 en P3 Flandre occidentale.

## Statistiques

### En club
| Saison                | Club                  | Championnat           | Championnat | Championnat | Coupe(s) nationale(s) | Coupe(s) nationale(s) | Total | Total |
| Saison                | Club                  | Division              | M.          | B.          | M.                    | B.                    | M.    | B.    |
| 1943-1944             | KEG Gistel            | Séries provinciales   | 24          | 0           | -                     | -                     | 24    | 0     |
| 1944-1945             | KEG Gistel            | Compétition annulée   | 0           | 0           | -                     | -                     | 0     | 0     |
| 1945-1946             | KEG Gistel            | Séries provinciales   | 26          | 0           | -                     | -                     | 26    | 0     |
| 1946-1947             | KEG Gistel            | Séries provinciales   | 25          | 0           | -                     | -                     | 25    | 0     |
| Sous-total            | Sous-total            | Sous-total            | 75          | 0           | -                     | -                     | 75    | 0     |
| 1947-1948             | AS Ostende            | Promotion A (D3)      | 24          | 0           | -                     | -                     | 24    | 0     |
| 1948-1949             | AS Ostende            | Promotion B (D3)      | 30          | 0           | -                     | -                     | 30    | 0     |
| 1949-1950             | AS Ostende            | Division 1A (D2)      | 30          | 0           | -                     | -                     | 30    | 0     |
| 1950-1951             | AS Ostende            | Division 1B (D2)      | 26          | 0           | -                     | -                     | 26    | 0     |
| 1951-1952             | AS Ostende            | Division 1A (D2)      | 23          | 0           | -                     | -                     | 23    | 0     |
| 1952-1953             | AS Ostende            | Division 2            | 28          | 0           | -                     | -                     | 28    | 0     |
| 1953-1954             | AS Ostende            | Division 2            | 29          | 0           | -                     | -                     | 29    | 0     |
| 1954-1955             | AS Ostende            | Division 2            | 27          | 0           | -                     | -                     | 27    | 0     |
| 1955-1956             | AS Ostende            | Division 2            | 30          | 0           | -                     | -                     | 30    | 0     |
| 1956-1957             | AS Ostende            | Division 2            | 30          | 0           | -                     | -                     | 30    | 0     |
| 1957-1958             | AS Ostende            | Division 2            | 29          | 0           | -                     | -                     | 29    | 0     |
| Sous-total            | Sous-total            | Sous-total            | 306         | 0           | -                     | -                     | 306   | 0     |
| 1958-1959             | Beerschot VAC         | Division 1            | 21          | 0           | -                     | -                     | 21    | 0     |
| 1959-1960             | Beerschot VAC         | Division 1            | 8           | 0           | -                     | -                     | 8     | 0     |
| 1960-1961             | Beerschot VAC         | Division 1            | 11          | 0           | -                     | -                     | 11    | 0     |
| 1961-1962             | Beerschot VAC         | Division 1            | 0           | 0           | -                     | -                     | 0     | 0     |
| Sous-total            | Sous-total            | Sous-total            | 40          | 0           | -                     | -                     | 40    | 0     |
| Total sur la carrière | Total sur la carrière | Total sur la carrière | 421         | 0           | -                     | -                     | 421   | 0     |

### En sélections nationales
| Saison                | Sélection             | Phases finales        | Phases finales | Phases finales | Éliminatoires CDM | Éliminatoires CDM | Matchs amicaux | Matchs amicaux | Total | Total |
| Saison                | Sélection             | Compétition           | M              | B              | M                 | B                 | M              | B              | M     | B     |
| --------------------- | --------------------- | --------------------- | -------------- | -------------- | ----------------- | ----------------- | -------------- | -------------- | ----- | ----- |
| 1952-1953             | Belgique aspirants    | -                     | -              | -              | -                 | -                 | 1              | 0              | 1     | 0     |
| 1953-1954             | Belgique              | Coupe du monde 1954   | 2              | 0              | 1                 | 0                 | 6              | 0              | 9     | 0     |
| 1954-1955             | Belgique              | -                     | -              | -              | -                 | -                 | 1              | 0              | 1     | 0     |
| 1955-1956             | Belgique              | -                     | -              | -              | -                 | -                 | 5              | 0              | 5     | 0     |
| 1956-1957             | Belgique              | -                     | -              | -              | 1                 | 0                 | 1              | 0              | 2     | 0     |
| Sous-total            | Sous-total            | Sous-total            | 2              | 0              | 2                 | 0                 | 13             | 0              | 17    | 0     |
| Total sur la carrière | Total sur la carrière | Total sur la carrière | 2              | 0              | 2                 | 0                 | 14             | 0              | 18    | 0     |

### Matchs internationaux
| Matchs internationaux de Léopold Gernaey, | Matchs internationaux de Léopold Gernaey, | Matchs internationaux de Léopold Gernaey, | Matchs internationaux de Léopold Gernaey, | Matchs internationaux de Léopold Gernaey, | Matchs internationaux de Léopold Gernaey, | Matchs internationaux de Léopold Gernaey, | Matchs internationaux de Léopold Gernaey,                      |
| #                                         | Date                                      | Lieu                                      | Adversaire                                | Résultat                                  | Compétition                               | Club                                      | Notes                                                          |
| ----------------------------------------- | ----------------------------------------- | ----------------------------------------- | ----------------------------------------- | ----------------------------------------- | ----------------------------------------- | ----------------------------------------- | -------------------------------------------------------------- |
| 1                                         | 8 octobre 1953                            | Stade du Heysel, Bruxelles, Belgique      | Suède                                     | V 2 - 0                                   | Éliminatoires de la Coupe du monde 1954   | AS Ostende                                | Titulaire.                                                     |
| 2                                         | 25 octobre 1953                           | Stade Feijenoord, Rotterdam, Pays-Bas     | Pays-Bas                                  | D 0 - 1                                   | Match amical                              | AS Ostende                                | Titulaire.                                                     |
| 3                                         | 22 novembre 1953                          | Stade du Hardturm, Zurich, Suisse         | Suisse                                    | N 2 - 2                                   | Match amical                              | AS Ostende                                | Titulaire.                                                     |
| 4                                         | 14 mars 1954                              | Stade du Heysel, Bruxelles, Belgique      | Portugal                                  | N 0 - 0                                   | Match amical                              | AS Ostende                                | Titulaire.                                                     |
| 5                                         | 4 avril 1954                              | Bosuilstadion, Anvers, Belgique           | Pays-Bas                                  | V 4 - 0                                   | Match amical                              | AS Ostende                                | Titulaire.                                                     |
| 6                                         | 9 mai 1954                                | Stade Maksimir, Zagreb, Yougoslavie       | Yougoslavie                               | V 2 - 0                                   | Match amical                              | AS Ostende                                | Titulaire.                                                     |
| 7                                         | 30 mai 1954                               | Stade du Heysel, Bruxelles, Belgique      | France                                    | N 3 - 3                                   | Match amical                              | AS Ostende                                | Titulaire.                                                     |
| 8                                         | 17 juin 1954                              | Stade Saint-Jacques, Bâle, Suisse         | Angleterre                                | N 4 - 4 a.p.                              | Coupe du monde 1954                       | AS Ostende                                | Titulaire.                                                     |
| 9                                         | 20 juin 1954                              | Stadio comunale Cornaredo, Lugano, Suisse | Italie                                    | D 1 - 4                                   | Coupe du monde 1954                       | AS Ostende                                | Titulaire.                                                     |
| 10                                        | 26 septembre 1954                         | Stade du Heysel, Bruxelles, Belgique      | Allemagne de l'Ouest                      | V 2 - 0                                   | Match amical                              | AS Ostende                                | Titulaire, remplacé par Charles Geerts à la 25e minute de jeu. |
| 11                                        | 25 septembre 1955                         | Stade de Strahov, Prague, Tchécoslovaquie | Tchécoslovaquie                           | D 2 - 5                                   | Match amical                              | AS Ostende                                | Titulaire.                                                     |
| 12                                        | 28 septembre 1955                         | Stade du 23 août, Bucarest, Roumanie      | Roumanie                                  | D 0 - 1                                   | Match amical                              | AS Ostende                                | Titulaire.                                                     |
| 13                                        | 16 octobre 1955                           | Stade Feijenoord, Rotterdam, Pays-Bas     | Pays-Bas                                  | N 2 - 2                                   | Match amical                              | AS Ostende                                | Titulaire.                                                     |
| 14                                        | 8 avril 1956                              | Bosuilstadion, Anvers, Belgique           | Pays-Bas                                  | D 0 - 1                                   | Match amical                              | AS Ostende                                | Titulaire.                                                     |
| 15                                        | 3 juin 1956                               | Stade du Heysel, Bruxelles, Belgique      | Hongrie                                   | V 5 - 4                                   | Match amical                              | AS Ostende                                | Titulaire.                                                     |
| 16                                        | 14 octobre 1956                           | Bosuilstadion, Anvers, Belgique           | Pays-Bas                                  | D 2 - 3                                   | Match amical                              | AS Ostende                                | Titulaire.                                                     |
| 17                                        | 5 juin 1957                               | Stade du Heysel, Bruxelles, Belgique      | Islande                                   | V 8 - 3                                   | Éliminatoires de la Coupe du monde 1958   | AS Ostende                                | Titulaire.                                                     |

| Matchs aspirants de Léopold Gernaey | Matchs aspirants de Léopold Gernaey | Matchs aspirants de Léopold Gernaey      | Matchs aspirants de Léopold Gernaey | Matchs aspirants de Léopold Gernaey | Matchs aspirants de Léopold Gernaey | Matchs aspirants de Léopold Gernaey | Matchs aspirants de Léopold Gernaey |
| #                                   | Date                                | Lieu                                     | Adversaire                          | Résultat                            | Compétition                         | Club                                | Notes                               |
| ----------------------------------- | ----------------------------------- | ---------------------------------------- | ----------------------------------- | ----------------------------------- | ----------------------------------- | ----------------------------------- | ----------------------------------- |
| 1                                   | 19 avril 1953                       | Stade Albert-Dyserynck, Bruges, Belgique | Pays-Bas B                          | V 2 - 0                             | Match amical                        | AS Ostende                          | Titulaire.                          |

## Palmarès

### En club
|  |  | AS Ostende - Championnat de Belgique de troisième division (1) : - Champion : 1949 |